# Кубок Аллана
Кубок Аллана (англ.  Allan Cup) — крупнейшее ежегодное соревнование по хоккею с шайбой, в котором принимают участие все сильнейшие любительские команды Канады.
Победитель Кубка Аллана, как правило, получал право отстаивать честь Канады на очередном чемпионате мира по хоккею или Олимпийских играх. Представляет собой второй по значимости турнир после Кубка Стэнли.
Первый розыгрыш состоялся в 1908 году.

## Предыстория
В 1908 году в истории канадского хоккея произошли большие преобразования. Разрыв между любителями и профессиональными хоккеистами становился всё больше. С 1893 года Кубок Стэнли был любительским трофеем. Он бы таковым и остался, если бы некоторые любительские клубы не стремились извлечь как можно больше прибыли из игр, привлекая профессиональных игроков. Деньги, которые команды получали за игры, шли в карманы этих профессионалов. В результате многие команды покинули Ассоциацию любительского хоккея Восточной Канады (Amateur Hockey Association of Canada), поскольку там играли только профессионалы. После выхода из Ассоциации любительские команды сформировали свой собственный Межпровинциальный любительский хоккейный союз (IPAHU), в котором разрешалось играть только любителям. По этой причине попечители Кубка Стэнли приняли решение вручить кубок в 1908 году чемпиону среди профессионалов и любители остались без своего трофея.
В начале 1909 года монреальский бизнесмен и президент Монреальской любительской спортивной ассоциации сэр Х. Монтегю Аллан подарил для вручения чемпионам-любителям Канады приз под названием Кубок Аллана. Он заменил Кубок Стэнли и стал так же переходящим, т.е. передавался от чемпиона к чемпиону. Для управления трофеем были назначены три попечителя: сэр Эдвард Клоустон (президент Банка Монреаля), доктор Х. Б. Йейтс из Университета Макгилла (даритель Кубка Йейтса Межвузовскому регбийному союзу в 1898 году) и Грэм Дринквотер (четырехкратный обладатель Кубка Стэнли).
В 1914 году по предложению одного из попечителей, Клода К. Робинсона, была сформирована Канадская ассоциация любительского хоккея (CAHA) как национальный руководящий орган для этого вида спорта с У. Ф. Тейлором в качестве её первого президента. Кубок Аллана стал её турнирным трофеем.
Начиная с 1920 года команда-чемпион Кубка Аллана стала представлять Канаду на Олимпийских играх и чемпионатах мира. Прибыль от игр в Кубка Аллана CAHA стала использовать  в качестве субсидии для национальной сборной. Соревнование за кубок изначально проводилось в формате одной игры, затем в формате двух игр по общему количеству голов. В 1925 году лидеры CAHA Сильвер Куилти и Фрэнк Сандеркок изменили формат на серию из трех матчей из-за возросшей популярности игр и спроса на более длительные турниры.
С 1984 года Кубок Аллана разыгрывается командами в категории Senior AAA. Хотя интерес к хоккею в турнире снизился за время его существования, Кубок сохраняет важное место в канадском хоккее с шайбой. Теперь чемпионство Кубка определяется на ежегодном турнире, проводимом в городе или поселке принимающей команды, в котором команды играют против региональных чемпионов.
Помимо канадских команд, Кубок Аллана выигрывали и команды из США. В частности, «Спокан Джетс» (Spokane Jets) выигрывали Кубок в 1970, 1972, 1976 и 1980 годах, а другой американский клуб, «Уорроуд Лейкерс» (Warroad Lakers), выигрывал Кубок Аллана три раза подряд, с 1994 по 1996 год.

## Любители в Зале хоккейной славы
В 1943 году НХЛ и CAHA достигли соглашения о создании Международного хоккейного зала славы  в Кингстоне.  Первоначально проект осуществлял чествование великих хоккеистов и функционеров, а также сбор средств для оплаты своего постоянного места пребывания. Первые девять «почетных членов» (игроки Хоби Бейкер, Чарли Гардинер, Эдди Джерард, Фрэнк Макги, Хоуи Моренц, Томми Филлипс, Харви Пулфорд, Ход Стюарт и Жорж Везина) были введены 30 апреля 1945 года, хотя у Зала славы всё еще не было постоянного помещения.
Путь большинства известных хоккеистов начинался в любительских лигах. Например, в 1918 году Кубок Аллана был выигран командой «Китченер Гринширтс», в составе которой был член Зала славы — Джордж Хейнсворт. Он был включен в Зал славы в 1961 году. В 1916 году команда «Виннипегского 61-го батальона» (Winnipeg 61st Battalion) стала триумфатором Кубка Аллана, капитаном которой был Буллет Джо Симпсон, чьё имя также навсегда вошло в Зал славы.

## Представительство в сборной Канады
Начиная с 1920 года клубы, выигравшие Кубок Аллана, постоянно представляли Канаду на Олимпийских играх и чемпионатах мира. Такая практика продолжалась с 1920 по 1964 год, когда патер Дэвид Бауэр создал постоянную национальную сборную Канады по хоккею с шайбой.
Первым клубом, выигравшим Кубок Аллана и принявшим участие в Олимпийских играх, был «Виннипег Фэлконс» (Winnipeg Falcons). Одним из лучших игроков этого клуба был Фрэнк Фредриксон, поэтому он также был включен в Зал хоккейной славы. 1920 год стал годом триумфа Фредриксона, который забил 12 голов в 3 играх.
В 1922-1923 годах победителями Кубка Аллана стали «Торонто Грэнайтс» (Toronto Granites). Этот клуб представлял Канаду на Олимпиаде 1924 года, а бомбардиры клуба Гарри Уотсон и Хоули Смит были включены в Зал славы.
1936 год был единственным годом, когда обладатели Кубка Аллана не победили на Олимпиаде. Парадокс заключался в том, что клуб из Великобритании, победивший канадскую команду, состоял в основном из канадцев.

### Клубы-чемпионы Олимпийских игр и чемпионатов мира
- 1920 — «Виннипег Фэлконз» (Winnipeg Falcons)
- 1924 — «Торонто Грэнайтс» (Toronto Granites)
- 1928 — «Торонто Вэрсити Грэдс» (Toronto Varsity Grades)
- 1939 — «Трейл Смоук Итерз» (Traile Smoke Eaters)
- 1956 — «Китченер Ватерлоо Датчмен» (Kitchener Waterloo Dutchmen)
- 1958 — «Уитби Данлопс» (Whitbg Dunlops)
- 1959 — «Бельвиль МакФарландс» (Belleville McFarlands)
- 1962 — «Голт Террьерс» (Galt Terriers)
- 1963 — «Трейл Смоук Итерз» (Traile Smoke Eaters)

## Уникальный рекорд канадского хоккея
Единственный игрок, выигравший Кубок Аллана, Кубок Стэнли и Мемориальный кубок — Дэнни Левицки (Danny Lewicki). В юности Дэнни и его команда смогли выиграть Юниорскую хоккейную лигу Тандер-Бей. Левицки стал лучшим бомбардиром лиги, забив 19 голов в регулярном сезоне и 12 голов в плей-офф. В 1948 году команда Левицки выиграла Мемориальный кубок, а сам форвард стал лучшим бомбардиром «Порт Артур Вест Энд Брюинз» (Port Arthur West End Bruins). В 1950 году Левицки завоевал Кубок Аллана в составе «Торонто Мальборос» (Toronto Marlboros). В том же году Дэнни был приобретён клубом НХЛ Toronto Maple Leafs за рекордную по тем временам сумму в 35 тысяч долларов. В 1951 году Левицки стал обладателем Кубка Стэнли. Все эти достижения были завоеваны им к 20 годам.

## Победители Кубка Аллана
| 1909 | Оттава Клиффсайдз            |  | 1946 | Калгари Стемпидерс        |  | 1984 | Тандер Бэй Твинс              |  | 2022 | Не разыгрывался     |
| 1909 | Куинс Юниверсити             |  | 1947 | Роял Монреаль Хоккей Клаб |  | 1985 | Тандер Бэй Твинс              |  | 2023 | Дандес Реал Маккойс |
| 1910 | Торонто Снт. Майклс Мэйджорс |  | 1948 | Эдмонтон Флайерс          |  | 1986 | Корнер Брук Роялс             |  | 2024 | Дандес Реал Маккойс |
| 1911 | Виннипег Викториас           |  | 1949 | Оттава Сенаторз           |  | 1987 | Брентфорд Моттс               |  | 2025 | Уэнтворт Грифинс    |
| 1912 | Виннипег Викториас           |  | 1950 | Торонто Мальборос         |  | 1988 | Тандер Бэй Твинс              |  |      |                     |
| 1913 | Виннипег Хоккей Клаб         |  | 1951 | Оуэн Саунд Меркуриз       |  | 1989 | Тандер Бэй Твинс              |  |      |                     |
| 1914 | Реджина Викториас            |  | 1952 | Форт Франсез Канадианз    |  | 1990 | Хомедей Лаваль Варриорс       |  |      |                     |
| 1915 | Виннипег Монархс             |  | 1953 | Китченер Ватерлоо Датчмен |  | 1991 | Шарлоттетаун Айлендерс        |  |      |                     |
| 1916 | Виннипег 61ст батальон       |  | 1954 | Пентиктон Виз             |  | 1992 | Сейнт Джон Витос              |  |      |                     |
| 1917 | Торонто Денталз              |  | 1955 | Китченер Ватерлоо Датчмен |  | 1993 | Уайтхорс Хаскис               |  |      |                     |
| 1918 | Китченер Хоккей Клаб         |  | 1956 | Вернон Канадиенс          |  | 1994 | Уорроуд Лейкерс               |  |      |                     |
| 1919 | Гамильтон Тайгерс            |  | 1957 | Уитби Данлопс             |  | 1995 | Уорроуд Лейкерс               |  |      |                     |
| 1920 | Виннипег Фэлконз             |  | 1958 | Беллевиль Макфарлендс     |  | 1996 | Уорроуд Лейкерс               |  |      |                     |
| 1921 | Юниверсити оф Торонто        |  | 1959 | Уитби Данлопс             |  | 1997 | Пауэлл Ривер Ригелс           |  |      |                     |
| 1922 | Торонто Грэнайтс             |  | 1960 | Чатем Марунс              |  | 1998 | Труро Беаркэтс                |  |      |                     |
| 1923 | Торонто Грэнайтс             |  | 1961 | Голт Террьерс             |  | 1999 | Стоуни Плейн Иглс             |  |      |                     |
| 1924 | Су Сент Мари Грейхаундз      |  | 1962 | Трейл Смоук Итерс         |  | 2000 | Пауэлл Ривер Ригелс           |  |      |                     |
| 1925 | Порт Артур Беаркэтс          |  | 1963 | Виндсор Бульдогс          |  | 2001 | Ллойдминстер Бордер Кингс     |  |      |                     |
| 1926 | Порт Артур Беаркэтс          |  | 1964 | Виннипег Марунс           |  | 2002 | Ст. Джорджес Гарага           |  |      |                     |
| 1927 | Торонто Варсити Грэдс        |  | 1965 | Шербрук Биверс            |  | 2003 | Иль-де-Шен Норт Старс         |  |      |                     |
| 1928 | Юниверсити оф Маритоба       |  | 1966 | Драмхеллер Майнерс        |  | 2004 | Ст. Джорджес Гарага           |  |      |                     |
| 1929 | Порт Артур Беаркэтс          |  | 1967 | Драммондвиль Вольтигерс   |  | 2005 | Тандер Бэй Бомберс            |  |      |                     |
| 1930 | Монреаль ААА                 |  | 1968 | Викториавиль Тайгерс      |  | 2006 | Пауэлл Ривер Ригелс           |  |      |                     |
| 1931 | Виннипег Хоккей Клаб         |  | 1969 | Галт Хорнетс              |  | 2007 | Ллойдминстер Бордер Кингс     |  |      |                     |
| 1932 | Тотонто Нэшинэлс             |  | 1970 | Спокан Джетс              |  | 2008 | Брентфорд Бласт               |  |      |                     |
| 1933 | Монктон Хоукс                |  | 1971 | Галт Хорнетс              |  | 2009 | Бентли Дженералс              |  |      |                     |
| 1934 | Монктон Хоукс                |  | 1972 | Спокан Джетс              |  | 2010 | Форт Ст. Джон Флайерс         |  |      |                     |
| 1935 | Галифакс Уолверайнс          |  | 1973 | Ориллия Терьерс           |  | 2011 | Кларенвилль Карибус           |  |      |                     |
| 1936 | Кимберлей Дайнемайтс         |  | 1974 | Барни Флайерс             |  | 2012 | Саут Ист Прэйри Тандер        |  |      |                     |
| 1937 | Садбери Тайгерс              |  | 1975 | Тандер Бэй Твинс          |  | 2013 | Бентли Дженералс              |  |      |                     |
| 1938 | Трейл Смоук Итерз            |  | 1976 | Спокан Флайерс            |  | 2014 | Дандес Реал Маккойс           |  |      |                     |
| 1939 | Порт Артур Беаркэтс          |  | 1977 | Брэнтфорд Александерс     |  | 2015 | Саут Ист Прэйри Тандер        |  |      |                     |
| 1940 | Киркленд Лэйк Блю Дэвилз     |  | 1978 | Кимберлей Дайнемитерс     |  | 2016 | Бентли Дженералс              |  |      |                     |
| 1941 | Реджина Рэйнжерс             |  | 1979 | Петролия Сквайрс          |  | 2017 | Грэнд Фоллс Винздор Катарактс |  |      |                     |
| 1942 | Оттава РКАФ Флайерс          |  | 1980 | Спокан Флайерс            |  | 2018 | Стоуни Крик Дженералс         |  |      |                     |
| 1943 | Оттава Арми Коммандос        |  | 1981 | Петролия Сквайрс          |  | 2019 | Лакомб Дженералс              |  |      |                     |
| 1944 | Квебек Эйсиз                 |  | 1982 | Кранбрук Роялс            |  | 2020 | Не разыгрывался               |  |      |                     |
| 1945 | Не разыгрывался              |  | 1983 | Кембридж Хорнетс          |  | 2021 | Не разыгрывался               |  |      |                     |

## Сегодняшняя хоккейная лига Кубка Аллана
В настоящее время хоккейная лига Кубка Аллана («ACH») является главной хоккейной лигой Онтарио и насчитывает четыре команды:
- «Брэмптон Бакканирс»
- «Дандас Реал МакКойс»
- «Стоуни Крик Тайгерс»
- «Уэнтворт Грифинс»

Расширение лиги является частью стратегии по продвижению и чествованию богатых традиций любительского хоккея, а также предоставлению расширенных возможностей для игроков и команд.